# Tubiluchus corallicola
Tubiluchus corallicola är en djurart som tillhör fylumet snabelsäckmaskar, och som beskrevs av Van der Land 1968. Tubiluchus corallicola ingår i släktet Tubiluchus och familjen Tubuluchidae. Inga underarter finns listade i Catalogue of Life.